# Rhynchostegium nanopennatum
Rhynchostegium nanopennatum är en bladmossart som beskrevs av Kindberg 1891. Rhynchostegium nanopennatum ingår i släktet näbbmossor, och familjen Brachytheciaceae. Inga underarter finns listade i Catalogue of Life.